# 허리케인: 배틀 오브 브리튼
《허리케인: 배틀 오브 브리튼》(영어: Hurricane)은 2018년에 개봉한 폴란드, 영국의 전쟁 액션 영화이다. 데이빗 블레어가 감독을 맡았다.

## 줄거리
2차 세계대전의 전운을 바꾼 사상 최대의 공중전 실화!
1940년, 독일공군에 전패를 당한 영국은 외인 파일럿들로 303 전투비행중대를 만든다. 무시당하던 그들은 공중전에서 백전백승을 거두고 독일은 모든 전투기와 공습기로 총공격을 감행한다. 드디어 2차 세계대전의 운명을 가를 ‘영국 본토 항공전’이 시작되는데…
최초의 전투기 전면전을 목격하라!

## 출연
- 이완 리온
- 마일로 깁슨
- 스테파니 마티니